# Necroforo

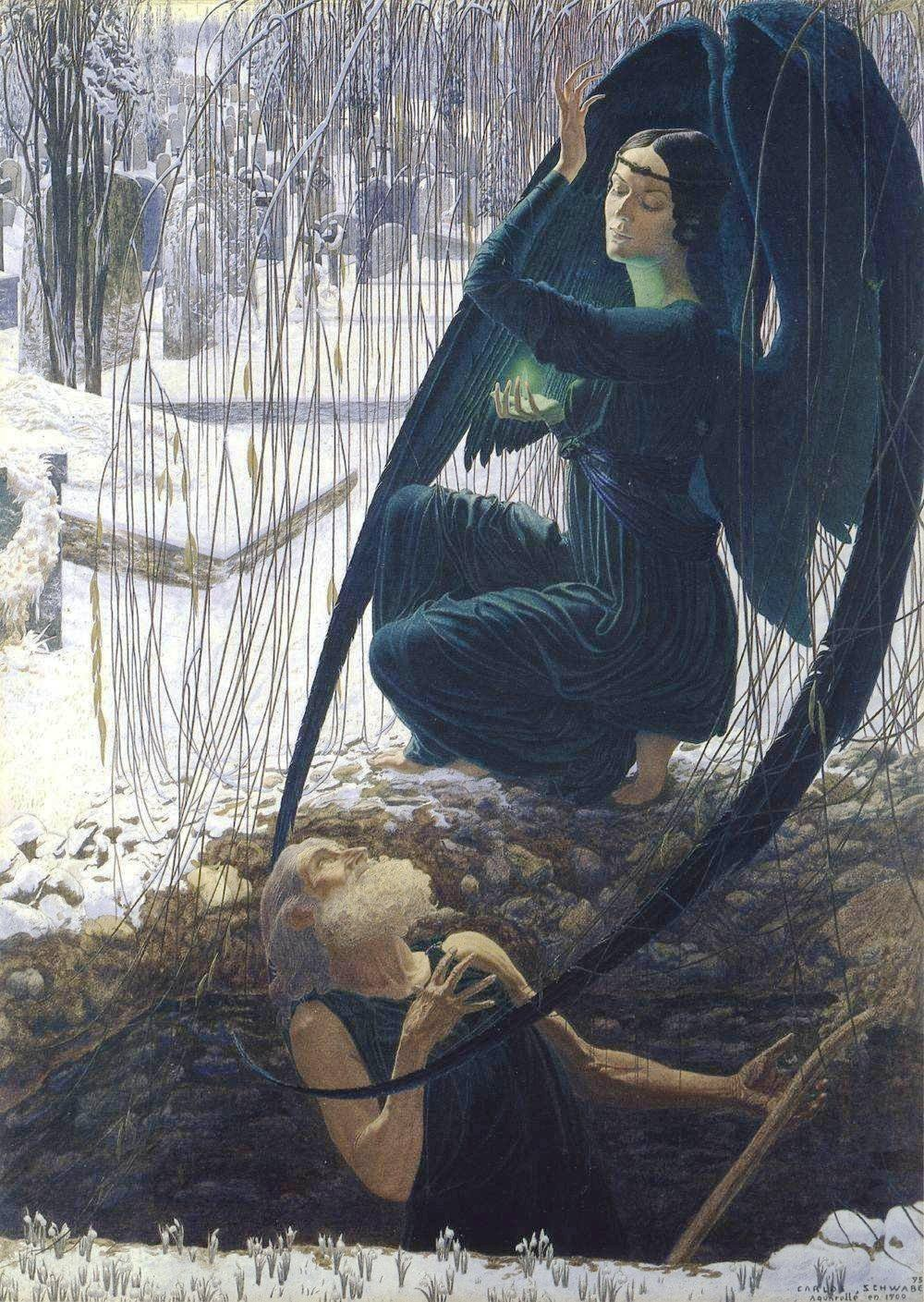
La morte del becchino (1895) di Carlos Schwabe

Il necroforo (dal greco antico nekró(s)="morto" + phor(eüs)="portatore"), anche detto popolarmente becchino o, più volgarmente beccamorto, è una persona la cui professione è la sepoltura o la cremazione.
Il termine viene usato in molte accezioni metaforiche; sono chiamati necrofori anche alcuni coleotteri che depongono le uova nelle carogne, quali ad esempio il Nicrophorus vespillo.

## Il becchino nella cultura di massa
Per il suo lavoro a contatto con i cadaveri, in alcune culture si ritiene, per superstizione, che il becchino porti sfortuna. Nel cinema è celebre il becchino di Per un pugno di dollari che opera nella cittadina di San Miguel, interpretato da Joseph Egger. Nel mondo del wrestling, un celebre campione di questo sport è noto con il ring name di The Undertaker ("Il Becchino"), con evidente allusione ad una sua estrema pericolosità. Nel manga Kuroshitsuji, uno dei personaggi è conosciuto solo col nome inglese della sua professione, ossia "Undertaker".
Per le sue lugubri connotazioni, il personaggio del becchino è anche al centro dell'interesse di quelle canzoni, tra il goliardico e il grottesco, che esorcizzano la morte descrivendo con compiaciuta insistenza improbabili vicende ambientate nei cimiteri. Un esempio celebre, in Italia è la Contently becchin' story (inglese maccheronico per la "storia di un becchino contento") nel repertorio de I Gufi. In milanese vi è la canzone El Beccamort di Nanni Svampa, traduzione e adattamento dal francese di Le fossoyeur di Georges Brassens (1952). Infine, i Gem Boy parodiando la canzone degli 883 La regola dell'amico hanno composto una canzone intitolata La regola del becchino. Il becchino è inoltre citato nella celebre ballata Il testamento di Fabrizio De André.
Le due serie televisive: la svizzera Il becchino e la statunitense Six Feet Under, entrambi sono presenti dei protagonisti che sono dei necrofori.